# Католицька церква в Гондурасі
Като́лицька це́рква в Гондурасі — найбільша християнська конфесія Гондурасу. Складова всесвітньої Католицької церкви, яку очолює на Землі римський папа. Керується конференцією єпископів. Станом на 2004 рік у країні нараховувалося близько 5 790 000 католиків (79,45% від усього населення). Існувало 8 діоцезій, які об'єднували 182 церковних парафій.  Кількість  священиків — 417 (з них представники секулярного духовенства — 203, члени чернечих організацій — 214), постійних дияконів — 1, монахів — 243, монахинь — 779.

## Статистика
Згідно з «Annuario Pontificio» і Catholic-Hierarchy.org:
| Рік | Населення | Населення | Населення | Священики | Священики | Священики | Священики           | Диякони | Ченці    | Ченці | Парафії |
| Рік | католики  | загалом   | %         | загалом   | секулярні | ченці     | вірних на священика | Диякони | чоловіки | жінки | Парафії |
| --- | --------- | --------- | --------- | --------- | --------- | --------- | ------------------- | ------- | -------- | ----- | ------- |

## Діоцезії
Шаблон:Католицька церква в Гондурасі